# Route 3A (Manitoba)
Pour les articles homonymes, voir Route 3A.
La route 3A est une route provinciale de la province du Manitoba située dans le sud de la province, dans les environs de la municipalité de Crystal City. Elle est une route alternative de la route 3.

## Description du tracé
L'extrémité ouest de la route 3A est situé 12 km (7 mi) à l'est de la municipalité de Mather, sur la route 3. Elle commence par se diriger vers le nord sur une distance de 5 km (3 mi) en étant une ligne droite, puis juste au sud de Clearwater, elle courbe vers l'est alors qu'elle croise la route 342. Elle continue dans cette direction pendant 7 km (4 mi) pour rencontrer à son extrémité est la route 3 / route 34 / route 423, au sud de Crystal City.

## Fermeture du pont
Depuis 2016, la route 3A est séparée en deux segments, chacun prenant fin à un cul-de-sac à Cypress Creek. Cela est en raison de la fermeture, puis de la démolition, du pont enjambant le cours d'eau pour des questions de sécurité. Le pont, construit en 1919 et en 1920, présentait des signes de détérioration importants. Il a été fermé à la circulation en 2016 et démoli en 2018. Un détour est affiché via Road 71W et Road 9N.

## Intersections majeures
| Division                      | Ville        | km    | Destinations                                           | Notes                                                  |
| ----------------------------- | ------------ | ----- | ------------------------------------------------------ | ------------------------------------------------------ |
| No. 4                         |              | 0,00  | PTH-3 – Pilot Mound, Killarney                         |                                                        |
| No. 4                         |              | 4,10  | Ancien pont au-dessus de Cypress Creek (fermé en 2016) | Ancien pont au-dessus de Cypress Creek (fermé en 2016) |
| No. 4                         | Clearwater   | 4,30  | PR 342 nord – Clearwater                               | Terminus sud de la PR 342                              |
| No. 4                         | Crystal City | 11,20 | PTH-3 / PTH-34 – Killarney, Pilot Mound                |                                                        |
| No. 4                         | Crystal City | 11,20 | PR 423 est                                             | La PTH-3A est devient la PR 423 est                    |
| - Transition de route - Fermé |              |       |                                                        |                                                        |